# 穆薩·伊本·努賽爾
穆薩·伊本·努賽爾（阿拉伯語：موسى بن نصير，转写：Mūsá bin Nuṣayr；約640-716年）是倭瑪亞哈里發韋立德一世時期任命担任北非穆斯林省份易弗里基葉的總督和阿拉伯將軍。曾參與對伊比利亞半島的征服行動，指揮伊斯蘭軍隊北向征服西班牙（西班牙、葡萄牙、安道爾和部分的法國）的西哥特王國。在他返回大馬士革後，他的軍階被韋立德一世的弟弟蘇萊曼一世剝奪，兩個兒子被殺。

## 出身背景
關於穆薩·努賽爾的出身有各種的說法。有一說是他的父親是屬於幼發拉底河以東的半遊牧民族拉赫姆人。另一說法是，穆薩的父親在美索不達米亞城市艾因塔姆爾戰役 (Battle of Ayn al-Tamr) 中 (633) 被俘擄，是一名被扣為人質的阿拉伯基督徒。然而，知名波斯歷史學者拜拉祖里認為，穆薩的父親是来自敘利亞 Jabal al-Jalīl的Balī 部落的阿拉伯人。
身為一名奴隸，穆薩的父親為阿卜杜勒·阿齊兹·馬爾萬（埃及總督哈里發馬爾萬一世的兒子）服務，最終獲得自由得以返回叙利亞。640年，穆薩出生在一個叫Kafarmara 或 Kafarmathra的地方。
穆薩時與當時哈里發阿卜杜勒·馬利克的兄弟比什爾·馬爾萬（Bishr ibn Marwan）同被任命為伊拉克的總督，但由於税款的短缺而產生紛爭。穆薩被要求支付巨額罰款，或用他的性命抵償。由於他父親的贊助人，埃及總督阿卜杜勒·阿齊兹·馬爾萬（Abd al-Aziz ibn Marwan）對穆薩有著極高的評價，願意代為支付贖金，也於穆薩得贖之後任命他為易弗里基葉總督。

## 伊斯蘭征服馬格里布
在穆薩·努賽爾出任易弗里基葉總督時，由哈桑·努曼（Hasan ibn al-Nu’man）同時在北非執行的伊斯蘭征服行動並不順利。因為他的政策非常嚴格，不允許被征服的柏柏爾人維持自己的傳統，又因為他漠視拜占庭持續的騷擾領地終致被免職。穆薩·努賽爾遂在接手征服行動後，除了持續發動對柏柏爾人的襲擊，他不以武力強加伊斯蘭教，而是尊重柏柏爾人維持的傳統，並透過外交手段成功征服了他們。甚至柏柏爾人逐漸轉向伊斯蘭教，加入穆薩·努賽爾的軍隊，其中可能也包括了後來領導伊斯蘭遠征伊比利亞（西班牙）的塔里克·齊亞德將軍。

### 總督時期
698年，穆薩基於被埃及總督阿卜杜勒·阿齊兹·馬爾萬賞識，逐被任命為易弗里基葉易弗里基葉的總督，並完成對北非、巴利阿里群島和撒丁島的征服行動。他是第一位不隸屬埃及總督的易弗里基葉易弗里基葉總督；是第一位占領丹吉爾的穆斯林將軍；他的軍隊還征服了蘇斯，有效地控制了摩洛哥的北半部。同時他還得應付來自拜占庭海軍的騷擾攻擊。為此，他建立了一支阿拉伯海軍，並將繼續征服伊比薩島、馬約卡島和梅諾卡島。 

## 征服安達盧斯

### 出征背景
穆斯林和基督教消息人士援引穆薩·努賽爾的話，雖然穆薩·努賽爾渴望穿越直布羅陀海峽前往西班牙，但真正令他有所行動入侵西班牙，則是在西哥德貴族休達朱利安伯爵 (Julian, Count of Ceuta)以他們的國王羅德里克昏腐與不公義來慫恿他之後。同時，透過向穆薩·努賽爾透露國王的財富及許多富麗堂皇的宮殿、花園和美女，才给他足夠出兵征服西哥特的理由。相傳朱利安之所以希望西哥德王國垮台，因爲他的女兒弗洛琳達·拉卡瓦（Florinda la Cava）曾被國王羅德里克强暴。

### 入侵
在對西班牙海岸塔里法一次小規模突襲成功後，穆薩決定派遣一支更大的入侵部隊登陸。這次由塔里克·齊亞德 (Tariq bin Ziyad) 率領大約 7,000 名柏柏爾人和阿拉伯人橫渡海峽，在直布羅陀登陸（直布羅陀，Jebel Tariq，在阿拉伯語中意為塔里克的山）。這次遠征的目的是進一步的突襲和出征的情蒐，軍隊中甚至有一些朱利安伯爵提供的嚮導。登陸三週後，西哥德國王羅德里克率一支由 100,000 名士兵所組成的西哥德皇家精銳部隊迎戰穆斯林軍隊，但整個西哥德貴族幾乎都在這場戰鬥中被消滅，包括國王羅德里克。穆斯林贏得了這場瓜達萊特戰役。隨後繞過幾個防禦嚴密的據點向科爾多瓦進軍。塔里克攻下這座防禦嚴密的城市，在那裡建立了一個由歡迎入侵者的猶太市民組成，他們幾個世紀以來一直受到西哥德迫害。隨後，塔里克繼續前往托萊多（Toledo）。
穆薩得知塔里克的捷報，便乘勝帶著一支 18,000 名柏柏爾人和阿拉伯人的軍隊登陸伊比利亚半島，計劃在托萊多與塔里克會合。他首先前往塔里克繞過了的塞維利亞。但在那裡他遇到了西哥德軍隊頑強的抵抗，歷時三個月的時間才成功佔領。隨後，因為盧西塔尼亞人以他們強悍的戰士著名，穆薩遂在盧西塔尼亞地區進行徵兵，藉以消除了那裡剩餘的歌德人勢力。 他在會見塔里克之前的最後一個目的地，是征服盧西塔尼亞的首都梅里達。這場戰役經過五個月的圍攻都無法攻克。直到一群假裝是基督徒增援部隊的休達人，說服守衛打開城門 ，近 700 人的「增援部隊」順勢壓倒了守衛，讓城門大開，穆斯林因此進入城市，佔領它。
在佔領梅里達之後，穆薩帶著主要的部隊前往托萊多與塔里克會合，並計劃在那裡過冬。其餘部隊則交由他的兒子阿卜杜勒·阿齊茲領導。阿卜杜勒·阿齊茲返回塞維亞後，有效率的平定了地方零星的反抗事件。在他 714年 春天返回盧西塔尼亞前的回程中，也發起了幾次征戰。科英布拉和聖塔倫被征服。713年4月，阿卜杜勒·阿齊茲在穆爾西亞發動征戰。穆爾西亞公爵狄奧德米爾（Theodemir）或穆斯林所稱的圖德米爾（Tudmir）幾次艱苦戰鬥後向阿卜杜勒·阿齊茲投降。在狄奧德米爾公爵的投降條約中，他將得以保留奧里韋拉的城堡和其他幾個行宮，包括地中海上的阿利坎特和洛爾卡。另外，阿卜杜勒·阿齊茲承諾他的隨從不會被殺、被俘、被迫皈依伊斯蘭教，他們的教堂不會被燒毀。但要求狄奧德米爾（Theodemir）不得煽動或支持其他人抵抗穆斯林。重點是他和他的領土上的每個公民每年都要繳納稅金和各樣進貢品。
穆薩與塔里克會面後，穆薩對塔里克所擁有的戰利品產生了爭議，其中包括一張據說曾經屬於所羅門王，鋪滿寶石的金桌。與此同時，穆薩派去向哈里發韋立德一世通報西班牙局勢的使者羅馬人穆吉斯·魯米（Mughith al-Rumi）已經從敘利亞返回，帶回了哈里發昭回穆薩的諭令，要求他親自到大馬士革報告並撤回軍隊。穆薩決定與塔里克繼續向北走，前往薩拉戈薩，暫時不理會哈里發的這個命令。因為他知道如果他不繼續前進，西哥德人的抵抗可能會增加，並扭轉局勢對穆斯林不利。塔里克繼續前往卡斯提亞-雷昂，攻占萊昂（León）和阿斯託加鎮。而穆薩圍攻薩拉戈薩（Zarago）城，將薩拉戈薩以北，包括西邊的奧維耶多並到達比斯開灣地區佔領。至此，伊斯蘭對西班牙的征服大抵完成。穆薩在新征服的安達盧斯地區開始任命總督和省長，然後帶著奪取的大部分戰利品返回大馬士革會見哈里發韋立德一世。

## 召返大馬士革
穆薩和塔里克，這兩位西班牙的征服者被哈里發召回到大馬士革。據說塔里克先到了，但後來因為哈里發忽然病倒，臨時接掌大權的哈里發的兄弟蘇萊曼·阿卜杜勒·馬利克（Sulayman ibn Abd al-Malik），擔心帶著士兵和戰利品抵達的穆薩，會有挾著戰功和聲望對哈里發政權叛變，因而推遲他進城的行動。進城後，穆薩把戰利品帶到了病重的韋立德一世面前，並為自己的戰功爭取榮耀，這讓穆薩和塔里克在大馬士革民眾中享有前所未有的人氣。幾天后，哈里發去世，他的兄弟蘇萊曼繼位，他要求穆薩交出他所有的戰利品。當穆薩抱怨時，蘇萊曼剝奪了他的軍銜，並沒收了所有的戰利品，包括據說曾經屬於所羅門的那張桌子。
穆薩返回大馬士革之後，他兒子阿卜杜勒·阿齊茲·穆薩娶了西哥德國王羅德里克的妻子埃吉洛納（Egilona）。 她問阿卜杜勒·阿齊茲，為什麼他的客人不像過去那樣，在他父親面前向他鞠躬。 據説阿卜杜勒·阿齊茲因此受到埃吉洛納影響，強迫客人向他鞠躬。甚至有傳言說他偷偷成為基督徒。因此，一群阿拉伯人暗殺了他，並將砍下的頭送給哈里發蘇萊曼。當阿卜杜勒·阿齊茲的頭顱到達大馬士革時，蘇萊曼在他的觀眾席上看到穆薩，還冷酷地問穆薩他是否認得出他兒子的頭顱。 穆薩當下設法維持冷靜，保持禮節和尊嚴，說他承認這是屬於「一直忠心信仰修行的人」，並詛咒殺害他的人。在穆薩之後，擔任伊夫里奇亞總督的另一個兒子阿卜杜拉（Abd Allah）因涉嫌殺害了接替他的人，也被奉哈里發的命令處決。

## 去世
穆薩·努賽爾在大約 715-716 年與蘇萊曼朝覲時自然死亡。中世紀馬格里布歷史學家傾向於將他所遭受的羞辱和兒子的不幸歸因於他早年盛大的征伐。
巴克里（Al-Bakri）在他的「路徑和馬穆魯克（al-Maslik wa al-Mamalik）」 中提到穆薩·努賽爾被埋葬在薩拉戈薩。

## 佚事與傳說
在穆薩死後不到200 年，他的事蹟就成了傳奇故事。這些故事最早是在 9 世紀末或 10 世紀初由伊本·法奇（ibn al-Faqih）寫道，穆薩被哈里發命令去調查一個陌生城市。穆薩行軍到西班牙的沙漠，來到了一座四面圍牆、沒有入口的城市。那些想翻牆看的戰士都被附身一樣跳了起來，狂笑不已。穆薩後來在一個湖的附近發現許多銅罐，打開他們後就出現了精靈。
同一傳說更廣泛被記錄在「黃銅之城」中，這是一千零一夜的一個故事。穆薩的奇遇包含到了一座裝滿珠寶的宮殿，唯一的居住者是經過防腐處理美麗女屍，並由兩個機器人戰士看守。
17世紀的歷史學家伊本·阿比·第納爾（Ibn Abi Dinar）用穆薩掠奪的財富作為人類生存變幻莫測的一個客觀教訓，有些誇張地說：「穆薩征服了半個有人居住的世界，獲得如此多的財富，卻死於貧困，向路人乞討，被僕人拋棄，承擔恥辱和痛苦。他想要的死，上帝給了他。這個沒有學得教訓的穆薩，是人世間滄桑的一個例子」。
根據 14世紀柏柏爾穆斯林地理學家伊本·白圖泰 (Ibn Battuta) 的說法，摩洛哥的傑貝爾穆薩峰以穆薩·努賽爾 的名字命名。